# Cultivar di banana

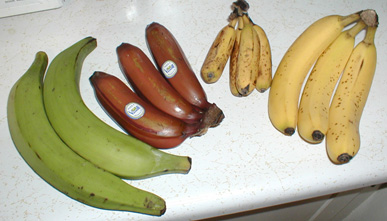
Da sinistra a destra: Platani, banane rosse, Latundan, e Cavendish.

Praticamente tutte le cultivar commestibili di banana sono ibridi e forme poliploidi delle due specie selvatiche di banane dotate di semi, Musa acuminata e Musa balbisiana. Le cultivar commestibili devono la loro commestibilità al fatto di essere praticamente sempre senza semi (partenocarpiche): nelle piante selvatiche invece i numerosi semi occupano quasi tutto lo spazio all'interno del frutto lasciando pochissima polpa.
La conseguenza della mancanza di semi nelle banane commestibili è, ovviamente, il fatto che la propagazione di tutte le banane da frutto deve essere sempre di tipo vegetativo, non potendo essere eseguita la semina.
In questo senso, le differenze osservabili tra le banane commestibili, più che essere legate all'appartenere a varietà differenti, sono legate all'essere in pratica individui differenti, e quelle che vengono chiamate generalmente varietà sono singoli cloni.
Per lungo tempo questo fatto non è stato compreso, e si riteneva che le varie banane commestibili fossero specie distinte da Musa acuminata e balbisiana. Ad esempio alla banana Cavendish era attribuito il nome di Musa chinensis.
Quando l'origine delle banane commestibili è stata compresa, si è capito che non era possibile assegnare i singoli cloni ad una singola specie con la normale nomenclatura binomia linneiana, perché spesso essi presentavano storie di poliploidia e ibridazione tra diverse specie: per questo è stato introdotto, da Ernest Cheesman, Norman Simmonds e Ken Shepherd, un sistema di classificazione che dividerebbe le banane in gruppi in base al loro genoma.
In questo sistema si fa seguire al nome del genere Musa l'indicazione del gruppo al quale il clone appartiene, seguita poi dal nome comune della cultivar. Una Dwarf Cavendish quindi si indicherebbe con Musa (Gruppo AAA) Dwarf Cavendish.
A si riferisce al genotipo proveniente da Musa acuminata, mentre B rappresenta il genotipo di Musa balbisiana. La ripetizione di ognuna di queste lettere rappresenta la poliploidia, mentre una combinazione di esse rappresenta l'ibridazione. AAA rappresenta, ad esempio, la triploidia. Forme poliploidi di Musa acuminata sono di solito banane adatte al consumo fresco mentre forme poliploidi di Musa balbisiana (e gli ibridi di acuminata e balbisiana) sono di solito chiamate platani e sono considerate banane adatte alla cottura.
Nonostante tutti gli sforzi fatti dalla comunità scientifica, classificare le banane si dimostra ancora estremamente difficile, per l'estrema variabilità dei caratteri mostrata dalle piante (in parte legati all'ambiente, in parte legati a mutazioni gemmarie), l'altissimo numero di cultivar (stimato da oltre 300 a più di 1000) e il grandissimo numero di nomi che nelle varie lingue viene attribuito ad una stessa cultivar.

## Gruppo AA
Sono molto abbondanti nel Sud-est asiatico. I loro frutti sono di alta qualità, molto dolci e generalmente adatti al consumo fresco, sebbene le piante siano più sensibili alle basse temperature delle cultivar triploidi di musa acuminata.
Le banane del gruppo AA sono banane tra loro molto diverse, e non tutti sono d'accordo nel raggrupparle in sottogruppi, perché per la maggior parte questi sottogruppi comprenderebbero solo una cultivar di banana, rendendo la suddivisione in sottogruppi ridondante rispetto a quella in varietà. Accettando comunque questa suddivisione, i sottogruppi principali sono:

### Inarnibal
Comprende solo la banana Inarnibal. Il nome significa "Sciroppo".
Altri nomi di cultivar di banane appartenenti a questo sottogruppo sono Pisang Lemak Manis (in Malesia), Pisang Lampung e Pisang Berlin (in Indonesia).

### Lakatan
La Lakatan è una cultivar molto nota nelle Filippine. C'è una cultivar del gruppo AAA con un nome estremamente simile (Lacatan) con la quale non deve essere confusa. Altri nomi con cui è nota questa cultivar includono Pisang Berangan Merah/Kuning (in Malesia), Pisang Barangan Merah/Kuning (in Indonesia), Kluai Hom Maew e Kluai Ngang Phaya (in Thailandia) e Mapang.

### Pisang Lilin
Pisang lilin è diffusa in Malesia e Indonesia.
Altri nomi utilizzati per questa cultivar includono Lidi, Pisang Lidi, Pisang Empat Puluh Hari, Pisang Lemak Manis Terenganu, Pisang Lemak Manis Kelantan, Pisang Mas Sagura, Pisang Ekor Kuda (in Malesia), Mama-on (nelle Filippine); Pisang Lemak Manis e Pisang Muli (in Indonesia); Kluai Lep Mu Nang, Kluai Thong Ki Maew e Kluai Thong Kap Dam (in Thailandia) e Chuoi Tien (in Vietnam).

### Sucrier
Le Sucrier sono banane estremamente dolci, e ampiamente coltivate ovunque siano in grado di crescere, forse le più coltivate del gruppo AA. Producono banane di piccole dimensioni, adatte al consumo fresco. Le piante di questo gruppo sono resistenti al mal di panama. Non amano una luce troppo intensa.
Altri nomi comuni per questa banana includono Lady's Finger (nelle Hawaii); Amas, Caramelo, Kamoros (nelle Filippine); Pisang Mas (in Malesia e Indonesia); Kluai Khai (in Thailandia); Sagale Nget-Pyaw (a Burma/Myanmar); Surya Kadali (in India); Kudud (a Pohnpei); Sucrier, Fico Sucrier, Fico, Datil, Miele, de Rosa, Fico Sucré (Indie Occidentali); Orito (Ecuador); Lady Finger, Nino (in Florida); Bocadillo (in Colombia); Banana Ouro (in Brasile), Peru, Fig, Tinito (nella Polinesia Francese); Rose, Golden Early, Dattero, Fico, Dedo de Dama, Niño, Manices, Guineo Blanco, Cambur Titiaro (In America Latina), Parika (in Guyana).

### Altre cultivar AA
Ovviamente la Musa acuminata diploide selvatica è da inserire in questa lista. Oltre a questa, tra le altre cultivar del gruppo AA con nome ci sono la Chingan (che è diffusa in India anche sotto il nome di Manniyilla Chingan), la Hapai (diffusa alle Hawaii e nota anche a Tahiti come Hapū, una rara cultivar Polinesiana, che sviluppa i frutti all'interno del fusto) la Tuu Ghia che viene usata nella selezione di nuove varietà per via della sua resistenza ai patogeni, la Pisang jari buaya (in Indonesia e Malesia) la Rose (in Indonesia) la Señorita (nota anche come Monkoy, Arnibal Banana, Cuarenta dias o Cariñosa, originaria delle Filippine) la Tapo, alcune cultivar da cottura della Papua Nuova Guinea e la Sinwobogi.

## Gruppo AAA
Oltre la Musa acuminata triploide selvatica, questo gruppo comprende alcune delle banane più diffuse al mondo. I sottogruppo nei quali si può dividere sono:

### Gruppo delle Cavendish
È il sottogruppo di banane più importante delle AAA, e rappresenta la voce più importante del commercio mondiale di banane. Il 40% della produzione mondiale di banane è infatti rappresentata da varie cultivar del gruppo delle Cavendish. Per molti paesi del tropico l'esportazione di banane Cavendish rappresenta una voce importante delle esportazioni locali, ma l'importanza di queste banane per il consumo in loco non è da meno.
Le banane di questo sottogruppo, se raccolte al giusto stadio di maturazione (quando il frutto è maturo al 75%) sopportano molto bene i trasporti (almeno in confronto alle altre banane), cosa che le rende particolarmente adatte al commercio internazionale e spiega la loro diffusione. Quando giungono a destinazione vengono fatte maturare con etilene, che dona loro il classico colore giallo. Le banane maturate nelle zone più calde del tropico, sulla pianta, non divengono mai completamente gialle ma anche a maturazione completa mantengono un colorito piuttosto verde.
Tra le varie cultivar di questo sottogruppo non c'è una vera differenziazione in merito alla qualità del frutto, e tutte producono frutti di qualità commerciale se fertilizzate adeguatamente e qualora abbiano irrigazione sufficiente. L'unica differenza tra queste cultivar è l'altezza che raggiungono al momento della fioritura. I produttori di banane commerciali negli anni hanno cercato di favorire cultivar più basse perché resistono meglio al vento e il fusto non rischia di rompersi se il casco è troppo pesante.
L'eccezione a questa regola è la Super Dwarf Cavendish, la più piccola del gruppo, che non produce frutti di qualità commerciale accettabile.
Le cultivar del gruppo Cavendish sono resistenti alla malattia di panama, ma suscettibili al sigakota, ponendo un problema fitosanitario molto importante.
Dalla più alta alla più bassa possiamo riconoscere in questo sottogruppo le seguenti cultivar:
- Pisang Masak Hijau: troppo alta per essere adatta alla produzione commerciale di banana, trova utilizzo come pianta per creare ombra alle piantagioni di caffè in Colombia ed Ecuador[5]. Si può trovare anche in Giamaica e a Porto Rico. Gli altri nomi di questa cultivar sono Hamakua (nelle Hawaii); Bungulan (nelle Filippine); Lacatan[7] (nel tropico occidentale); Pisang Buai, Pisang Embun Lumut (nella Malesia); Pisang Ambon Loemoet (in Indonesia); Kluai Hom Kiau (in Thailandia); Thihmwe (in Burma/Myanmar); Sapumal Anamalu (in Sri Lanka); Bout Rond e Giant Fig, Congo (nelle Indie Occidentali); Mestiça (Brazil); Monte risto (a Porto Rico), Chuoi Tieu Cao #1 (Vietnam); Siaine (a Tonga); Amoa Kauare (Nell isole cook); Veimama (nelle Figi)[5].

- Giant Cavendish: ci sono diverse cultivar con questo nome, ma non è possibile distinguerle a meno di approfonditi esami[5]. I nomi vernacolari di questa cultivar sono numerosissimi: Veimama (nelle Figi); Giant Chinese (nome comune); Mons Mari, Tall Mons Mari(nel Queensland); Williams[8], Williams Hybrid (In Australia e nell'Oceano Pacifico); Harichal (in India); Robusta, Nain Gánt, Giant Governor (nelle Indie Occidentali); Nanicó (In Brasile); Pisang Cina (in Malesia); Robusta, Valery[8] (in centro America, e in Giamaica); Taiwan (nelle Hawaii), Porto Rique (in Dominica, nelle Indie Occidentali); Poyo[8](in Guadalupa); Congo (a Surinam, stesso nome della Pisang Masak Hijau); Maghrabi, Williams (in Egitto); Tumok (nelle Filippine); Pisang Ambon Hijau (Indonesia); Kluai Khlong Chang (in Thailandia); Chuoi Tieu Nho (in Vietnam); Fa'i Palagi (a Samoa dove è utilizzato per tutte le banane del gruppo Cavendish); Vaimama Leka (nelle Figi); Saina (in Nuova Guinea); Bijiaw (in Cina); Amoa Taunga, Amoa Kauare (nelle Isole Cook); Siaine Ha'amoa (a Tonga); Siaine (a Tonga, utilizzato come nome generico per tutto il gruppo Cavendish) Hamoa (nella Polinesia Francese); Utin Wai (a Pohnpei)[5].

- Grand Nain: È la cultivar commerciale principale, e produce regolarmente grandi caschi nonostante l'altezza della pianta non elevata. È nota come Umalog nelle Filippine, Pisang Ambon Jepang in Indonesia e Chuoi Va Huong in Vietnam[5].

- Dwarf Cavendish: è la banana con la diffusione più ampia, resiste relativamente bene al freddo sebbene possa presentare difficoltà a far emergere il casco quando le temperatura restano sotto i 15 °C per molto tempo[5]. Resiste relativamente bene al vento. È adatta a tutti gli usi, dalla produzione domestica di frutta a quella commerciale, a quella agroforestale[5].

- Double: produce più di un casco per pianta (in numero compreso tra 2 e 7) se le condizioni climatiche lo permettono[5]. È chiamata anche Māhoe or Mahoi[5].

- Super Dwarf Cavendish: è nota come Dwarf Parfitt in Australia e Dwarf Nathan in Israele, e rappresenta la banana più piccola del gruppo, e forse la banana di taglia minore che produce frutti commestibili (sebbene la loro qualità sia scarsa[5]). Le piante di questa cultivar raggiungono altezze alla fioritura inferiori al metro, ma a causa del frutto di scarsa qualità, sono principalmente utilizzate come piante d'appartamento[5].

### Gruppo delle Gros Michel
Molto simili alle Cavendish, le piante di questo sottogruppo erano le principali banane da esportazione prima dell'avvento della malattia di Panama, alla quale sono molto suscettibili. Ad oggi la loro coltivazione continua solo in pochissime zone dove le condizioni pedologiche non permettono lo sviluppo della malattia. Non sono più usate in produzioni commerciali, ma vengono ancora usate in programmi di selezione.
In ordine d'altezza discendente si riconoscono:
- Gros Michel: pianta molto alta, fino a sette metri[5], e molto soggetta a danni da vento. Produce frutti particolarmente adatti al trasporto.

- Cocos/Highgate: Questi nomi sono usati rispettivamente in Honduras e in Giamaica[5]. Le piante di queste cultivar sono state usate in vari programmi d'ibridazione, principalmente per ottenere piante adatte a sostituire le banane distrutte dal mal di panama[5].

- Lowgate: la versione più piccola della Gros Michel[5].

### Gruppo delle Ibota
Una cultivar di questo gruppo è la Yangambi Km 5.

### Gruppo delle Mutika/Lujugira
Gruppo differenziatosi in Africa, nella zona della Rift Valley. Queste banane sono diverse da ogni altro tipo di AAA e non sono reperibili in nessun'altra zona del mondo. Nelle zone dove sono coltivate assolvono il ruolo di cibo fondamentale (come il riso in Cina o il grano in Europa). I loro usi sono vari (vengono usate persino come base fermentativa per la produzione di birra). Presentano oltre 200 cultivar diverse.

### Gruppo delle Red
I frutti di queste piante vengono coltivati principalmente per il loro bellissimo aspetto. Red in inglese significa rosso, e Green verde, in riferimento al colore dei caschi alla maturazione delle banane, ciononostante la Red a volte produce caschi verdi, e la Green Red rossi.
Sono tutte piante piuttosto alte, anche se è possibile reperire in commercio cloni nani. La loro bellezza ha fatto sì che spesso siano state usate come piante ornamentali.
Sono comunque accettate le seguenti cultivar:
- Red: i frutti di questa cultivar hanno colori che vanno dal rosso/verde al porpora a seconda dell'esposizione degli stessi al sole e del loro grado di maturazione[5]. I frutti sono delicati e tendono a spezzarsi durante il consumo o la cottura[5]. Per questo a volte vengono cotti con la buccia. I nomi che sono stati attribuiti a questa cultivar sono numerosi: Jainadamu (nelle Figi); Fa'i Suka, Fa'i Niue (a Samoa); Morado (nelle Filippine); Pisang Raja Udang (in Malesia); Rong Rong (nella Papua Nuova Guinea); Kluai Nak (in Thailandia); Shwe Nget-Pyaw (a Burma/Myanmar); Chenkadali, Lal Kera (in India); Rathambala (in Sri Lanka); Rouge (alle Seychelles); Neuse, Nyekundu Ya Kisungu, Mzungu Mwekundu (In Africa orientale); Morado, Colorado, Figue Rouge, Red, Claret (nelle Indie Occidentali); Red Dacca (nel Queensland); Tafetan (in Colombia); Banana Roxa (in Brasile); Kinaki Tangata (nelle Isole Cook); Akadahn Weitahta (a Pohnpei); Red, Cuban Red, Pink banana (Hawaii)[5].

- Green Red[8]: correlata alla Red, i frutti sono adatti al consumo fresco[5]. Altri nomi per questa pianta sono: Pisang Mundam (in Malesia); Warabia (in Papua Nuova Guinea); Green Dacca, Red Raja (nel Queensland); Venkadali (in India); Galanamalu (nello Sri Lanka); Banane Monsieur (nelle Seychelles); Nyeupe Ya Kisungu, Mzungu Mweupe (in Africa orientale); Morado Verde, Colorado Blanco, Figue Rose Blanche, Green Red (nelle Indie occidentali); Tafetan Verde (in Colombia); Caru Verde (in Brasile); Moradong Puti (nelle Filippine); Pisang Telor (in Indonesia); Kluia Kung Khieo (in Thailandia); Tara Puakanio (nelle Isole Cook); Green-Red, Colorado Blanco (nelle Hawaii); Akadahn (a Pohnpei); Green Macaboo (in Florida)[5].

### Altre cultivar AAA
Lacatan, nelle Filippine, è un'altra cultivar AAA da non confondersi con Musa (gruppo AA) Lakatan. In Malesia è nota come Pisang Berangan e in Indonesia come Pisang Barangan.

## Gruppo AAAA
Non esistono banane tetraploidi di tipo AAAA in natura, tutte quelle esistenti sono di origine artificiale.
Tra le più importanti banane AAAA ci sono quelle del programma d'ibridazione della FHIA (Fundación Hondureña de Investigación Agrícola).
Ad ogni modo le cultivar di tipo AAAA sono:
- FHIA-17, simile al Gros Michel[9].
- FHIA-23, un altro banano tipo Gros Michel[10].
- Bodles Alta Fort[8][11].
- Golden Beauty[8], anche se alcuni dicono che sia del gruppo AAA[12].

## Gruppo AAAB
Alcune cultivar AAAB sono:
- Atan[8][13]
- FHIA-1 nota anche come Goldfinger[13], simile al Pome (gruppo AAB)
- FHIA-2[14] nota anche come Mona Lisa[15].
- FHIA-4[16]
- FHIA-18[5][13], anche questa simile al Pome
- FHIA-20, simile al platano.[13]
- FHIA-21, anche questa simile al platano.[13]
- FHIA-25, di tipo simile al Bluggoe.[13]
- FHIA-26[13]
- SH3640 nota come Prata Graúda in Brasile.[13]

Oltre a queste alcune cultivar ci sono alcuni cloni AAAB sviluppati da programmi di miglioramento genetico in Nigeria e in Brasile.

## Gruppo AAB
È un gruppo molto importante, noto come gruppo dei platani. Include la maggior parte delle banane da cottura, ma anche qualche banana adatta al consumo fresco. La sua importanza è maggiore nelle americhe e in Africa, ma molte delle banane di questo gruppo sono state fondamentali per la colonizzazione umana della Micronesia. Una semplice lista delle varietà e dei gruppi principali può rendere conto dell'importanza di questo gruppo:
- Platani del pacifico:

Fa'i Mamae, Iholena Iholena, Iholena Kāpua, Iholena Lele, Ōre'a, Mamae Hehefanga, Uzakan, Morpa, Yamunamba, Numeijo, Luba, Manini o Koa'e, Ele'ele, Fa'i Samoa, Fa'i Samoa Pau Manifi, Fa'i Samoa Au Malie, Fa'i Samoa Puputa, Fa'i Samoa Lautele, Fa'i Samoa Lap Lapa, Hai e Haikea, Hopa, Feta'u, Feta'u Hina, Māhoe, Mangaro, Mangaro Torotea, Māo'i, Mā'ohi, Māohi Huamene, Māo'i Koka, Māo'i Ku'uhua, Māo'i Pukiki, Mei‘a Ma‘ohi Hai, Mei‘a Mao‘i Maita, Maoli, Kaualau, Mānai‘ula, Puhi, Pacific Plantain, Mei'a Ma'ohi Hai, Mei‘a Mao‘i Maita, Comino, Pompo, Maqueño, Huamene, Huamoa o Moa, Ka‘io, Lahi, Lahilahi o Ili Lahilahi, Mangaro Akamou, Pōpō'ulu Pōpō'ulu, Putalinga
- Platani:

French, Obino l’Ewai, Njock Kon, Bobby Tannap, Nendran, Dominico, Tarapuakanio, French Horn, Mbang Okon, 3 Vert, False Horn, Agbagba, Orishele, Dominico-Hartón, Cuerno, Barragante, Batard, Horn, Ishitim, Pisang Tandok
- Pome:

Pome, Prata Aña, Pacovan
- Altri sottogruppi:
  - Mysore[5]
  - Pisang Raja[5]
  - Silk[5]

- Cultivar in nessun sottogruppo:

Pisang Seribu, Pisang Kelat.

## Gruppo AABB
- Kalamagol[8]: è probabilmente un ibrido naturale, forse tra la Latundan e la Musa balbisiana[13]. Cresce solo nelle Isole Salomone[13]. Il frutto è dolce[13].

## Gruppo AB
Le banane di questo gruppo sono piuttosto rare, con l'eccezione della Ney Poovan. All'interno del gruppo sono riconoscibili sottogruppi:

### Ney Poovan
Ney Poovan è una banana dal sapore dolce e con soltanto una punta di acidità, eccezionalmente buona, coltivata in India nota in unione europea col nome di Chini Champa. Purtroppo le piante di questo sottogruppo non resistono alla malattia di panama.
Altri nomi per piante di questa cultivar o riconducibili a questo gruppo gruppo includono Safet Velchi (in India) Kisubi (in Uganda); Ranel (nello Sri Lanka); Apple, Farine France, Lady's Finger (nelle Indie Occidentali).

### Kamarangasenge
L'unica banana di questo sottogruppo è nota come Sukari Ndizi in Uganda e Kamarangasenge in Ruanda.

### Altre cultivar AB
È nota una distinta cultivar di banana AB di nome Kunnan in India.

## Gruppo ABB
Si può generalmente dire che i banani del gruppo ABB siano banani a duplice attitudine, possedendo frutti relativamente ricchi di amido che si prestano a cottura ma che, una volta raggiunta la completa maturità, possono essere consumati anche come frutta fresca. Tra i pregi delle piante di questo gruppo sono anche da ricordare la relativa resistenza alla siccità e al sigakota. Come per altri importanti gruppi, le piante di questo gruppo possono essere divise in sottogruppi.

### Bluggoe
La differenziazione tra le varie cultivar di questo sottogruppo è legata essenzialmente a due fatti, la statura della pianta e l'aspetto dei frutti. Quello che accomuna le piante invece il produrre frutti angolosi, senza incurvature e ben distanziati, con 4-7 mani per casco. A volte i frutti possono mostrare una abbondante copertura di pruina che gli conferisce un aspetto argenteo.
- Bluggoe: nell'unione europea e in paesi di lingua anglosassone si trova spesso indicata anche col nome cubano[5] di Orinoco. La pianta è molto produttiva e il sapore dei frutti eccellente, il che spiega la sua diffusione su scala mondiale. Tra i nomi che questa pianta ha ricevuto ci sono Largo (nelle Hawaii); Jamani (nelle Figi); Fai Pata Samoa, Puataelo (a Samoa); Pisang Abu Keling (in Malesia); Pisang Batu (a Giava); Nalla Bontha (in India); Hpi Gyan (in Burma Myanmar); Mondan (nello Sri Lanka); Mkojosi, Bokoboko, Kproboi, Muskat, Punda, Kidhozi, Kivivu (nell'Africa Orientale); Matavia (nelle Filippine); Kluai Som (in Thailandia); Square Cooker, Mondolpin (in Australia); Burro, Chato, Cachaco, Cuatrofilos, Largo, Majoncho, Apple Plantain, Horse Banana, Hog Banana (nelle Americhe); Burro e Orinoco (a Cuba); Horse Plantain (in Giamaica) ; Poro'ini, Poro'ini Pa'afa'afa'a, Poro'ini Hima'a umu, Largo (nella Polinesia francese); Pata Tonga (a Tonga); Tarua Matie (nelle Isole Cook); Chuoi Ngop Lun (in Vietnam); Whitehouse Plantain, Chamaluco, Poteau, Cacambou, Moko, Bluggoe, Buccament, Mafoubay (nelle Indie Occidentali)[5].

- Dwarf Bluggoe: noto anche come Dwarf Orinoco si differenzia dall'altro per una minore altezza. A Porto Rico viene chiamato Chamaluco Enano o Cachaco Enano[5].

- Silver Bluggoe: produce frutti la cui buccia ricca di cera dona un aspetto argentato[5]. Ha i seguenti nomi Katsila (nelle Filippine); Silver Bluggoe, Silver Moko (nelle Indie occidentali); Kluai Hakmuk (in Thailandia); Thella Bontha (in India); Pisang Nipal (in Malesia); Poro'ini hinuhinu, Poro'ini Pa'amanina; Poro'ini rehu (a Tahiti); Poro'ini pivai, Poro'ini blanc (nelle Isole Marchesi); Cenizo (nella fascia tropicale delle americhe); Pata Sina (a Samoa); Tarua Teatea (nelle Isole Cook); Inahsio Pehsehs (a Pohnpei)[5].

### Monthan
Sapore mediocre ma comunque molto diffusa, specie in Indocina. Le varietà sono, sempre dalla più alta alla più bassa:
- Nalla Bontha Bathees diffusa in India[5]

- Monthan, anch'essa diffusa in India. È nota anche come Maduranga (nelle Filippine); Pisang Abu Bujal (in Malesia); Kluai Nom Mi

(in Thailandia) e Chuoi Ngop Cau (in Vietnam).
- Sambrani Monthan, anche questa indiana[5].

- Pacha Monthan Bathees anche questa indiana[5].

### Klue Teparod
Kluai Tiparod si pensava in precedenza fosse una cultivar di tipo ABBB, ma è risultata essere ABB. Altri nomi utilizzati sono Pisang Abu Siam, Pisang Batu, Pisang Siam (in Malaysia), Tiparot, Balongkaue (nelle Filippine); Kluai Teparod, Kluai Sangkivo, Kluai Plihai (in Thailandia); Pya-ye San (a Burma/Myanmar).

### Ney Mannan

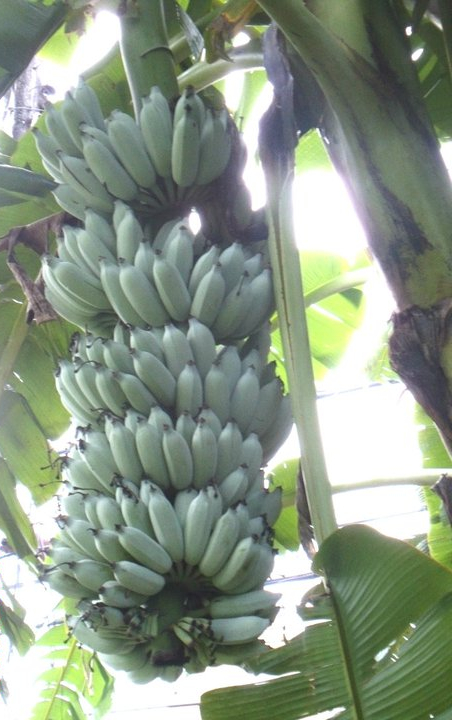
Un casco di Ney Mannan, o come sono note nei paesi anglosassoni, Blue Java o Ice Cream.

I frutti della cultivar Ney Mannan a maturità hanno un sapore vanigliato che ricorda il gelato, da cui il nome diffuso in lingua inglese (Ice Cream che significa appunto gelato). Anche la buccia dei frutti è molto bella, dato il colore argentato che possiedono. Altri nomi di questa cultivar includono Blue Java, Java Blue, Vata, Pata (nelle Figi,); Blue Java, Blue Lubin (in Australia); Alukehel, Ash Plantain (in Sri Lanka); Ney Mannan(in India); Pata Hina, Pata Lahelahe (a Tonga); Fa'i Pata Sina, Pata papalagi (a Samoa); Tarua Teatea (nelle Isole Cook); Dukuru (a Pohnpei).

### Pelipita
Pelipia o Pilipia (nelle Filippine) è una cultivar resistente ai patogeni che ha rimpiazzato il Bluggoe in zone difficili.

### Pisang Awak
Pisang Awak è una cultivar molto diffusa nel sud est asiatico, molto resistente, anche se soffre la malattia di panama. Altri nomi di questa cultivar includono Katali (nelle Filippine); Kluai Namwa (in Thailandia); Pisang Klotok (in Indonesia); Choui Tay (in Vietnam); Karpuravalli (in India); Kayinja (in Africa Orientale), Ducasse (in Australia), Yakhine (a Burma/Myanmar), Pey Kunnan, Kostha Bontha, Monohar, Sail Kola (India), Nyeupe (in Kenya), Balaliki, Paradaika (in Egitto). Il nome di questa varietà ha subito diverse romanizzazioni, incluso "Tall Namwah" (con una h superflua). Ne esiste una versione nana diffusa negli Stati Uniti come Dwarf Namwah.

### Saba
Ci sono almeno tre cultivar importanti in questo sottogruppo:
- Benedetta nota anche come Inabaniko, Uht Kapakap (a Pohnpei) Praying Hands (in Florida) e Ripping (nelle Filippine)[5]. I frutti di questa cultivar sono parzialmente fusi l'uni con l'altro, quindi le "mani" di frutti sembrano essere "giunte in preghiera".

- Cardaba: come altre banane del gruppo ABB, questa banana si presa alla cottura. È originaria delle Filippine[5].

- Saba: oltre ai frutti adatti al consumo come verdura, questa banana presenta un fiore commestibile che viene consumato regolarmente nelle Filippine[5].

## Gruppo ABBB
Le banane di questo gruppo sono principalmente il risultato di esperimenti di ibridazione e non vengono coltivate su larga scala. L'unica banana diffusa del gruppo ABBB sarebbe stata la Kluai Tiparod, ma è risultata essere una ABB.

## Gruppo BB
- Musa balbisiana diploide; selvatica.

Non vi sono varietà poste a coltura di questo gruppo. Dato che la partenocarpia non si è evoluta in Musa balbisiana tutte le banane diploidi BB hanno semi, anche se esiste almeno una cultivar di questo tipo, la Tani, coltivata per le foglie e per essere utilizzata come foraggio.. Recenti studi condotti nelle Filippine comunque sembrano suggerire che alcune cultivar possano davvero essere del tipo BB e senza semi, come ad esempio la cultivar Abuhon a maturazione precoce.

## Gruppo BBB
Non è chiaro se esistano banane coltivate di questo tipo. L'unica sospetta, Kluai Lep Chang Kut, è un clone tailandese raro.
Cardaba e Saba si riteneva fossero di questo gruppo, fino a poco tempo fa ma sono risultate essere ABB.

## Banane Fe'i

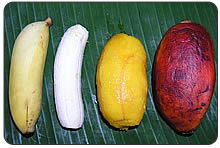
Da sinistra a destra: una banana commerciale comune, la stessa sbucciata, una banana fe'i Karat sbucciata, una banana fe'i Karat con buccia.

Le banane fe'i (o fehi, Musa troglodytarum) sono banane commestibili diffuse nella Micronesia che non appartengono né alla linea di discendenza che proviene da Musa acuminata, ne dalla linea che proviene da Musa balbisiana. Le loro origini sono ancora in parte oscure, ma pare derivino da Musa maclayiin base ai caratteri di sviluppo della pianta, mentre analisi genetiche suggeriscono anche una parentela con Musa lolodensis. Si pensa che anche Musa peekelii possa far parte del corredo genetico di queste banane commestibili. Tutte queste Musa fanno parte della sezione Callimusa (un tempo Australimusa) del genere Musa.
L'uso di queste banane è alimentare e cerimoniale. Alcuni cloni sono eccezionalmente ricchi di beta carotene, ed hanno avuto un ruolo storicamente importante nel permettere la colonizzazione della Micronesia, in ambienti nei quali questa vitamina è scarsa.
Le banane fe'i presentano un casco eretto, a differenza delle banane della sezione Musa e una linfa intensamente colorata di magenta.
Per le banane fe'i non è stato sviluppato un sistema di nomenclatura come per le banane della sezione Eumusa. Non è chiaro neppure se alcune delle varietà che hanno ricevuto un nome siano diverse o lo stesso esemplare.
Alcuni nomi utilizzati per le banane fe'i sono: Pisang Tongkat Langit (Indonesia orientale), Pisang Tongkat Langit Papua, Daak, Soaqa (Figi), Fe'i (Isole della Società), Fe'i Aiuri e Fe'i Tatia (queste ultime sono tra le più diffuse), Borabora, Polapola, Mai'a Ha'i (Hawaii); Menei, Rimina, Utafan, Sar, Wain (Papua Nuova Guinea) Chongk (Nuove Ebridi) Soanga(Tonga), Soa'a (Samoa), Utu (Isole Cook), Huetu (Isole Marchesi); Utin Iap e Karat (Pohnpei, Stati Federati della Micronesia); Kulasr e Kolontol (Kosrae, Stati Federati della Micronesia)